# Glyfada
Glyfada (Grieks: Γλυφάδα) is een gemeente (dimos) in de Griekse bestuurlijke regio (periferia) Attica.

## Geboren
- Alexandros Panagoulis (1939-1976), politicus en dichter